# Fernando Freire García de la Huerta
Fernando Freire García de la Huerta (Santiago, 21 de enero de 1872 - Hacienda Palomar de Panquehue, 15 de marzo de 1953) político y abogado chileno.

## Primeros años de vida
Hijo del parlamentario Liborio Ramón Freire Caldera y doña Rosario García de la Huerta Pérez. Era nieto del general Ramón Freire Serrano, director supremo y presidente de la República, y sobrino nieto del presidente José Joaquín Pérez Mascayano, además de provenir de una familia históricamente política, los García de la Huerta.
Estudió en el Colegio de los Sagrados Corazones de Santiago, y en la Facultad de Derecho de la Universidad de Chile, donde juró como abogado el 13 de enero de 1894. Su tesis se tituló "Legislación de Aguas". Se casó con María Walker Linares, con quien tuvo dos hijas.

## Actividades Políticas
Siguiendo la tradición familiar fue militante y consejero del Partido Liberal Democrático. Fue elegido Diputado por San Felipe, Putaendo y Los Andes (1909-1912), período en el cual integró la Comisión de Industria y Agricultura.
Fue designado Ministro de Industria, Obras Públicas y Ferrocarriles, bajo la administración de Ramón Barros Luco (7 de junio-9 de septiembre de 1915); reasumió el cargo (15 de octubre-15 de diciembre de 1915). En el período parlamentarista eran muy frecuentes los cambios del gabinete en cortos períodos.
Senador por Biobío (1918-1924). En la Cámara Alta integró y presidió la Comisión de Agricultura, Industria y Ferrocarriles, además fue parte de la Comisión de Presupuesto y la de Obras Públicas y Colonización.

## Otras Actividades
Perteneció al Comité France-Amerique y Touring Club de Francia. Adicto a la Legación de Francia en 1915; fue también agricultor y consejero de Ferrocarriles del Estado (1920).
Socio del Club de La Unión, condecorado con la Legión de Honor. Embajador de Chile en Italia (1933) y ministro en Francia (1934-1936).
| Precedido por: Roberto Guzmán Montt      | Ministro de Industria y Obras Públicas 7 de junio-9 de septiembre de 1915    | Sucedido por: Enrique Villegas Echiburú |
| Precedido por: Enrique Villegas Echiburú | Ministro de Industria y Obras Públicas 15 de octubre-15 de diciembre de 1915 | Sucedido por: Roberto Guzmán Montt      |